# Richard Bonynge
Ricard Bonynge (Sydney, 29 de setembre 1930) és un director d'orquestra, pianista i musicòleg australià, particularment associat al repertori italià i francès del començament del segle xix. És igualment l'espòs de la soprano Joan Sutherland.

## Biografia
Estudia piano al Conservatori de la seva ciutat natal, amb Linley Evans, després a Londres, amb Herbert Fryer. En un principi fou pianista per a cantants, i és en aquesta feina que coneix la soprano Joan Sutherland amb qui es casa el 1954. Esdevé el seu conseller musical i la seva influència sobre el desenvolupament vocal i estètica de la cantant serà decisiva.
S'especialitza a poc a poc en la direcció d'òpera, els seus començaments com a director d'orquestra tenen lloc a Vancouver el 1963, amb Faust. Dirigeix llavors La sonnambula a San Francisco. Dirigeix per primera vegada al Reial Opera House de Londres el 1964, amb I puritani. El 1965, és director musical de la Sutherland-Williamson Opera Company en el moment de la gira de la cantant a Austràlia. A partir d'aquesta data, dirigeix gairebé la totalitat de les prestacions de la seva esposa, tant en escena com en estudis de gravació.
Debuta al Metropolitan Opera de Nova York el 1970, amb Norma. Esdevé director artístic de l'Òpera de Vancouver de 1974 a 1978, després de l'Òpera De Sydney de 1976 a 1986.
Encara que la seva esposa s'hagi retirat de l'escena el 1990, Richard Bonynge continua ctiu.